# Derweze
Derweze is een dorp in Turkmenistan. Het ligt in de Karakumwoestijn, in de provincie Ahal en zo'n 260 km ten noorden van de hoofdstad Asjchabad.
Het dorp is bekend door de Poort naar de hel, een 20 meter diep en 72 meter breed gat waaronderin gas brandt. Dit was ooit een met aardgas gevulde grot die gevoed werd door een lager gelegen gasveld. Tijdens een boring in 1971 stortte de grot in. Men besloot dat het het veiligste was om het gas dat uit de grond kwam aan te steken met de verwachting dat het snel opgebrand zou zijn. Het gas brandt echter nog steeds en is 's nachts van kilometers afstand te zien. Omdat het vuur een zwavelgeur verspreidt wordt het de poort naar de hel genoemd.
Aan de buitenkant van de krater is de temperatuur (ca. 90°C) meer dan 2 keer zo heet als aan de binnenkant (ca. 35°C). Dat komt doordat er in het midden boven de krater koele lucht naar beneden stroomt. Aan de buitenkant van de krater stroomt de warme lucht eruit. Je kan aan de krater zien dat de meeste vlammen naar de buitenkant wijzen. Uit onderzoek naar de krater is gebleken dat er leven is in de krater, door die ontdekking is het mogelijk dat er op andere planeten die ongeveer dezelfde atmosfeer hebben, ook leven is.